# Sharlissa de Jesús
Sharlissa Marie de Jesús López (17 agosto 1999) è una pallavolista portoricana, schiacciatrice del Nea Salamis.

## Carriera

### Club
La carriera di Sharlissa de Jesús inizia nei tornei scolastici portoricani, giocando per la Guamani PS. Dopo il diploma è di scena negli Stati Uniti d'America, dove prende parte alla lega universitaria NCAA Division I con la The Citadel, dove gioca dal 2017 al 2021.
Nel dicembre 2021 sigla il suo primo contratto professionistico con il Markopoulo, disputando la seconda metà della Volley League 2021-22: al termine degli impegni in Grecia torna in patria per disputare la Liga de Voleibol Superior Femenino 2022 con le Pinkin de Corozal, aggiudicandosi lo scudetto e venendo premiata come miglior esordiente. Nella stagione 2022-23 è di scena a Cipro, dove difende i colori del Nea Salamis, in A' katīgoria.

### Nazionale
Nel 2022 fa il suo esordio in nazionale, partecipando alla Coppa panamericana.

## Palmarès

### Club
- Campionato portoricano: 1

2022

### Premi individuali
- 2022 - Liga de Voleibol Superior Femenino: Miglior esordiente